# Championnats d'Europe de judo 1993
Navigation
Édition précédente Édition suivante
Les Championnats d'Europe de judo 1993 se sont déroulés à Athènes, en Grèce. En ce qui concerne les épreuves par équipes, elles ont eu lieu à Francfort,  en Allemagne, le 23 octobre de la même année (voir article connexe).

## Résultats

### Hommes
| Catégorie                 | Or                    | Argent              | Bronze                        |
| poids super-légers -60 kg | Nazim Guseynov        | Khasai Bisultanov   | Pavel Botev Nigel Donohue     |
| poids mi-légers -65 kg    | Sergey Kosmynin       | Vsevolods Zelonijs  | Udo Quellmalz Tudor Lazarenko |
| poids légers -71 kg       | Vladimir Dgebouadze   | Tarban Poladov      | Jorma Korhonen Patrick Rosso  |
| poids mi-moyens -78 kg    | Darcel Yandzi         | Soso Liparteliani   | Johan Laats Alexei Timochkine |
| poids moyens -86 kg       | Pascal Tayot          | Apti Magomedov      | Alex Smeets Oleg Maltsev      |
| poids mi-lourds -95 kg    | Stéphane Traineau     | Thomas Etlinger     | Leonid Svirid Antal Kovács    |
| poids lourds +95 kg       | David Khakhaleichvili | David Douillet      | Frank Möller Rafał Kubacki    |
| Toutes catégories         | David Khakhaleichvili | Harry Van Barneveld | Evgeni Pechurov Henry Stoehr  |

### Femmes
| Catégorie                 | Or                  | Argent              | Bronze                              |
| poids super-légers -48 kg | Jana Perlberg       | Tatiana Kouvchinova | Martine Dupond Hülya Şenyurt        |
| poids mi-légers -52 kg    | Almudena Muñoz      | Cécile Nowak        | Elise Summers Alessandra Giungi     |
| poids léger -56 kg        | Nicola Fairbrother  | Tanja Muenzinger    | Nicole Flagothier Anita Kubica      |
| poids mi-moyens -61 kg    | Yael Arad           | Gella Vandecaveye   | Diane Bell Catherine Fleury         |
| poids moyens -66 kg       | Alice Dubois        | Chloe Cowen         | Claudia Zwiers Emanuela Pierantozzi |
| poids mi-lourds -72 kg    | Laëtitia Meignan    | Ulla Werbrouck      | Karin Kienhuis Kate Howey           |
| poids lourds +72 kg       | Monique van der Lee | Svetlana Gundarenko | Beata Maksymow Natalina Lupino      |
| Toutes catégories         | Angelique Seriese   | Natalina Lupino     | Irina Rodina Karin Kutz             |

## Tableau des médailles
| Rang | Pays        | Médaille d'or | Médaille d'argent | Médaille de bronze | Total |
| ---- | ----------- | ------------- | ----------------- | ------------------ | ----- |
| 1    | France      | 5             | 3                 | 4                  | 12    |
| 2    | Géorgie     | 3             | 1                 | 0                  | 4     |
| 3    | Pays-Bas    | 2             | 0                 | 3                  | 5     |
| 4    | Russie      | 1             | 3                 | 4                  | 8     |
| 5    | Allemagne   | 1             | 1                 | 4                  | 6     |
| -    | Royaume-Uni | 1             | 1                 | 4                  | 6     |
| 7    | Azerbaïdjan | 1             | 1                 | 0                  | 2     |
| 8    | Espagne     | 1             | 0                 | 0                  | 1     |
| -    | Israël      | 1             | 0                 | 0                  | 1     |
| 10   | Belgique    | 0             | 3                 | 2                  | 5     |
| 11   | Moldavie    | 0             | 1                 | 1                  | 2     |
| 12   | Autriche    | 0             | 1                 | 0                  | 1     |
| -    | Lettonie    | 0             | 1                 | 0                  | 1     |
| 14   | Pologne     | 0             | 0                 | 3                  | 3     |
| 15   | Italie      | 0             | 0                 | 2                  | 2     |
| 16   | Biélorussie | 0             | 0                 | 1                  | 1     |
| -    | Bulgarie    | 0             | 0                 | 1                  | 1     |
| -    | Finlande    | 0             | 0                 | 1                  | 1     |
| -    | Hongrie     | 0             | 0                 | 1                  | 1     |
| -    | Turquie     | 0             | 0                 | 1                  | 1     |

## Sources
- Podiums complets sur le site JudoInside.com.

- Podiums complets sur le site alljudo.net.

- Podiums complets sur le site Les-Sports.info.